# Vinhos da Alemanha

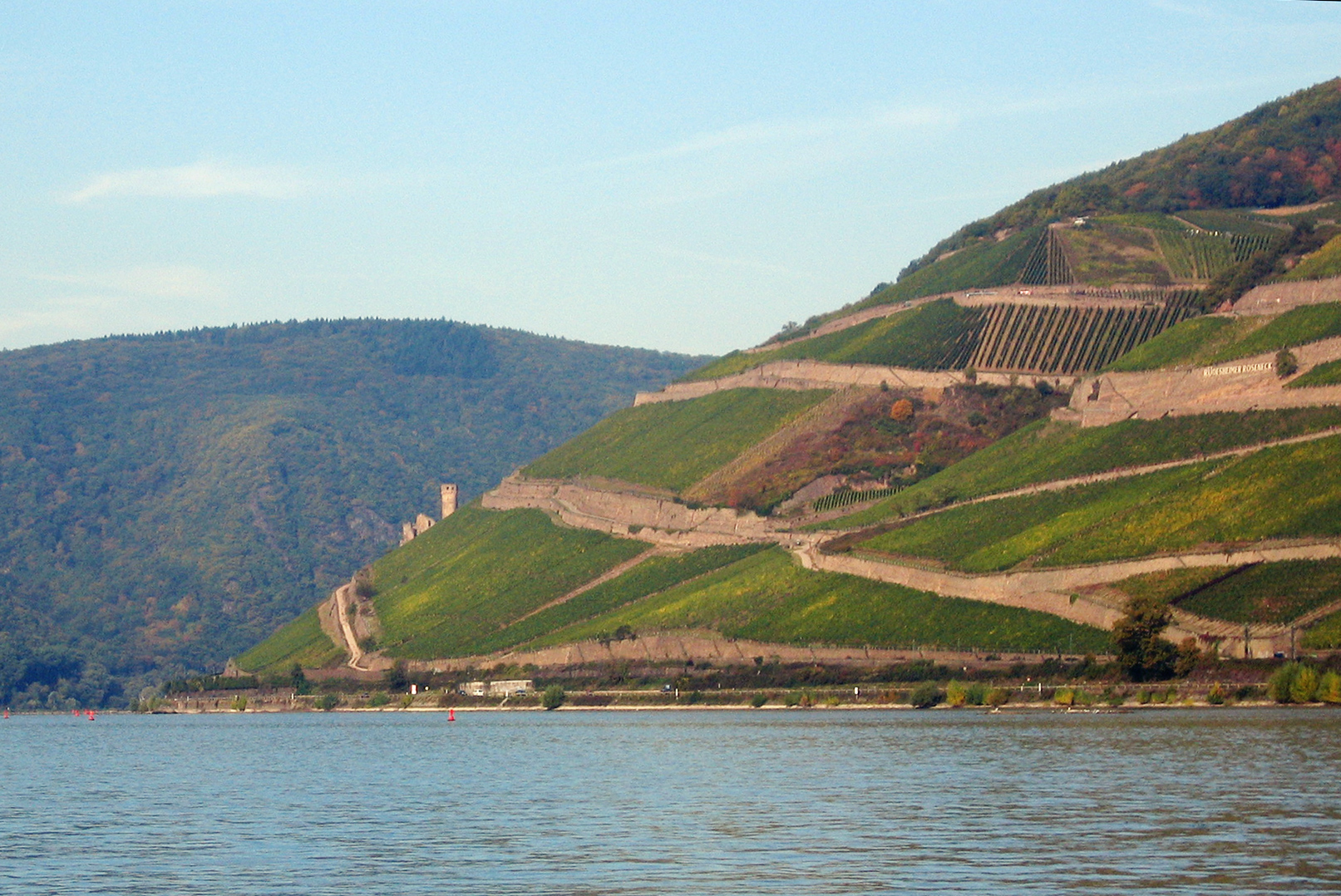
Vinhedos íngremes em Rüdesheimer Berg com vista para o rio Reno. Esses vinhedos estão localizados na parte sudoeste da região de Rheingau, em uma curva do rio. Esses vinhedos são plantados com uvas Riesling, com algumas Spätburgunder (Pinot noir), e produzem alguns dos melhores vinhos da Alemanha.

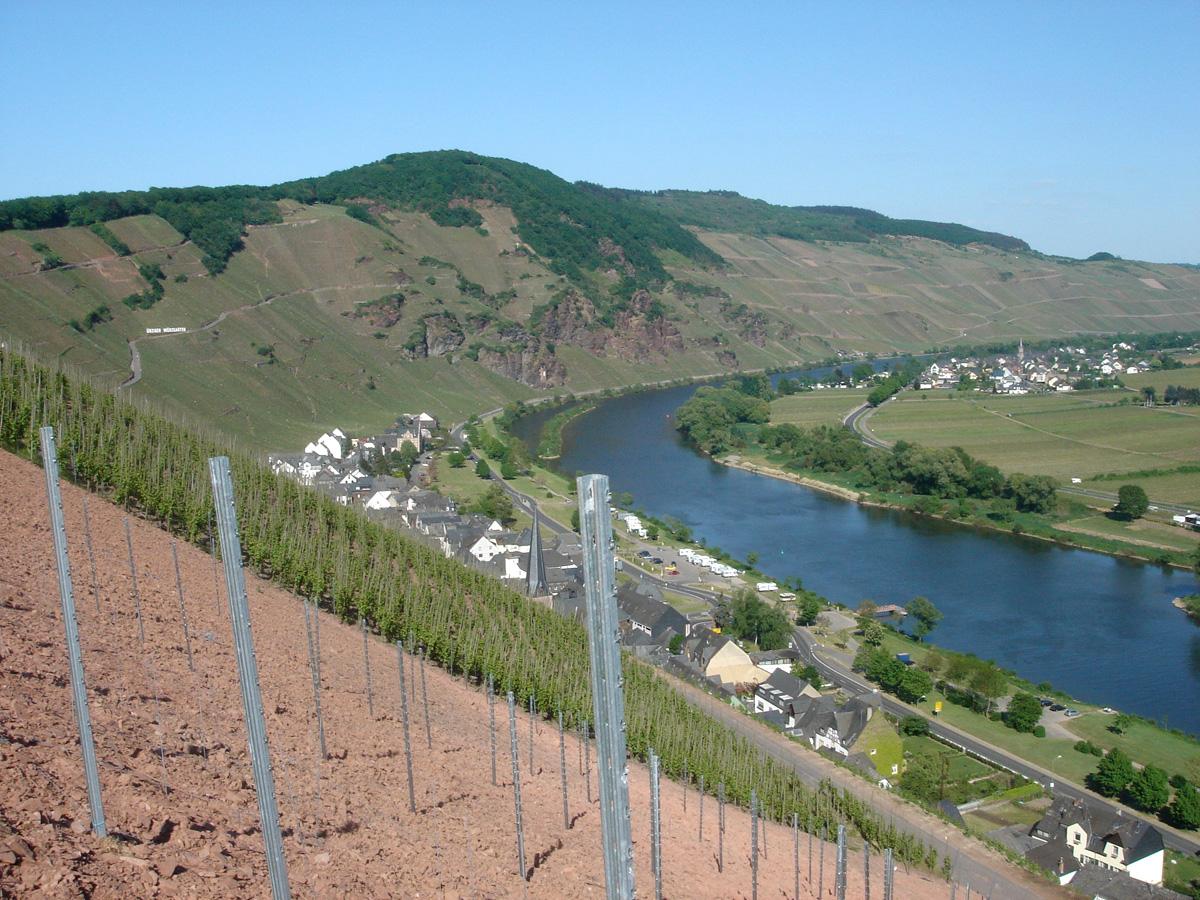
Vinhedos íngremes ao longo do rio Mosela, perto da vila de Ürzig.

Os vinhos da Alemanha são produzidos principalmente no oeste da Alemanha, ao longo do rio Reno e seus afluentes, sendo que as plantações mais antigas remontam à era romana. Aproximadamente 60% do vinho alemão é produzido no estado da Renânia-Palatinado, onde estão situadas 6 das 13 regiões (Anbaugebiete) para vinhos de qualidade. A Alemanha tem cerca de 103.000 hectares de vinhedos, o que equivale a cerca de um décimo da superfície de vinhedos da Espanha, França ou Itália. A produção total de vinho costuma ser de cerca de 10 milhões de hectolitros por ano, o que corresponde a 1,3 bilhão de garrafas, o que coloca a Alemanha como o oitavo maior país produtor de vinho do mundo. O vinho branco é responsável por quase dois terços da produção total.
Como país vinícola, a Alemanha tem uma reputação mista internacionalmente, com alguns consumidores nos mercados de exportação associando a Alemanha aos vinhos brancos mais elegantes e aromaticamente puros do mundo, enquanto outros veem o país principalmente como a fonte de vinhos semidoces baratos e de mercado de massa, como o Liebfraumilch. Entre os entusiastas, a reputação da Alemanha se baseia principalmente nos vinhos feitos com a variedade de uva Riesling, que, em sua melhor forma, é usada para vinhos brancos aromáticos, frutados e elegantes que variam de muito crocantes e secos a bem equilibrados, doces e de enorme concentração aromática. Embora seja principalmente um país de vinhos brancos, a produção de vinhos tintos aumentou na década de 1990 e no início dos anos 2000, impulsionada principalmente pela demanda doméstica, e a proporção dos vinhedos alemães dedicados ao cultivo de variedades de uvas de pele escura agora se estabilizou em pouco mais de um terço da superfície total. Em relação aos vinhos tintos, o Spätburgunder, nome nacional do Pinot noir, está na liderança.

## Estilos de vinho
A Alemanha produz vinhos de vários estilos: vinhos brancos secos, semidoces e doces, vinhos rosés, vinhos tintos e vinhos espumantes, chamados de Sekt. (O único estilo de vinho que não é comumente produzido é o vinho fortificado). Devido à localização dos vinhedos alemães ao norte, o país produziu vinhos diferentes de todos os outros na Europa, muitos de excelente qualidade. Entre as décadas de 1950 e 1980, o vinho alemão era conhecido no exterior pelos vinhos baratos, doces ou semidoces, de baixa qualidade e produzidos em massa, como o Liebfraumilch.
Historicamente, os vinhos têm sido predominantemente brancos, e os melhores são feitos de Riesling. Muitos vinhos têm sido doces e com baixo teor alcoólico, leves e sem madeira. Historicamente, muitos dos vinhos (com exceção dos vinhos de colheita tardia) eram provavelmente secos (trocken), pois não existiam técnicas para interromper a fermentação. Recentemente, muito mais vinho branco alemão está sendo produzido no estilo seco novamente. Grande parte do vinho vendido na Alemanha é seco, especialmente em restaurantes. No entanto, a maioria das exportações ainda é de vinhos doces, principalmente para os mercados tradicionais de exportação, como Estados Unidos, Holanda e Grã-Bretanha, que são os principais mercados de exportação, tanto em termos de volume quanto de valor.
O vinho tinto sempre foi difícil de produzir no clima alemão e, no passado, era geralmente de cor clara, mais próximo do rosé ou dos vinhos tintos da Alsácia. No entanto, recentemente houve um grande aumento na demanda e vinhos tintos mais escuros e ricos (geralmente envelhecidos em barris) são produzidos a partir de uvas como Dornfelder e Spätburgunder, o nome alemão para Pinot noir.
Talvez a característica mais marcante dos vinhos alemães seja o alto nível de acidez, causado tanto pela menor maturação em um clima do norte quanto pela seleção de uvas como a Riesling, que retém a acidez mesmo em altos níveis de maturação.

## História

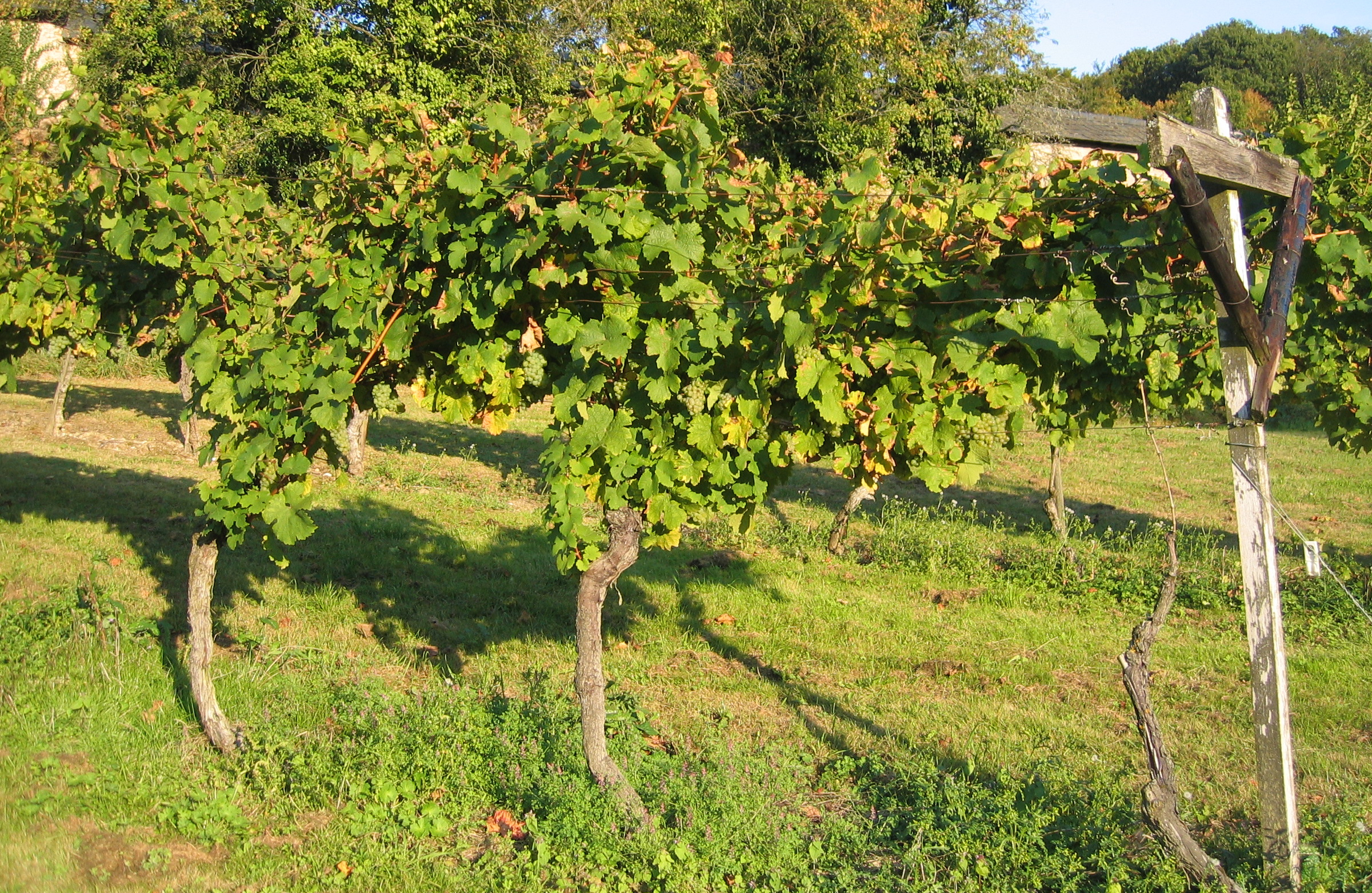
Aramação de videiras de acordo com o sistema Pfälzer Kammertbau tradicional do Palatinado, onde foi amplamente utilizado até o século XVIII. Em uma versão totalmente em madeira (sem os fios de aço), supõe-se que esse sistema remonta aos tempos romanos.

### História antiga
A viticultura na atual Alemanha remonta aos tempos da Roma Antiga, em algum momento entre 70 e 270 d.C./AD (Campos Decúmanos). Naquela época, as partes ocidentais da atual Alemanha constituíam o posto avançado do império romano contra as tribos germânicas do outro lado do Reno. Trier, geralmente considerada a cidade mais antiga da Alemanha, foi fundada como uma guarnição romana e está situada diretamente no rio Mosel, na região vinícola de mesmo nome. Os achados arqueológicos mais antigos que podem indicar o início da viticultura alemã são facas de poda curvas encontradas nas proximidades de guarnições romanas, datadas do século I d.C. No entanto, não há certeza absoluta de que essas facas tenham sido usadas para fins de viticultura. O imperador Probus, cujo reinado pode ser datado dois séculos depois dessas facas, é geralmente considerado o fundador da viticultura alemã, mas para uma documentação sólida da produção de vinho em solo alemão, devemos ir até por volta de 370 d.C., quando Ausonius de Bordeaux escreveu Mosella, onde ele descreveu com entusiasmo os vinhedos íngremes no rio Mosel.
Sabe-se que a videira selvagem, a precursora da Vitis vinifera cultivada, cresceu no alto Reno desde a época histórica, e é possível (mas não documentado) que a viticultura alemã da era romana tenha começado a usar variedades locais. No entanto, muitas práticas vitivinícolas foram adotadas de outras partes do império romano, como evidenciado pelos sistemas de treliça de estilo romano que sobreviveram até o século XVIII em algumas partes da Alemanha, como o Kammertbau no Palatinado.
Quase nada se sabe sobre o estilo ou a qualidade dos vinhos "alemães" que eram produzidos na era romana, com exceção do fato de que o poeta Venantius Fortunatus menciona o vinho tinto alemão por volta de 570 d.C.

### Dos tempos medievais até hoje
Antes da era de Carlos Magno, a viticultura germânica era praticada principalmente, embora não exclusivamente, no lado ocidental do Reno. Supõe-se que Carlos Magno tenha levado a viticultura para Rheingau. A disseminação da viticultura para o leste coincidiu com a disseminação do cristianismo, que foi apoiado por Carlos Magno. Assim, na Alemanha medieval, as igrejas e os mosteiros desempenharam o papel mais importante na viticultura e, especialmente, na produção de vinho de qualidade. Dois exemplos de Rheingau ilustram esse fato: o arcebispo Ruthard de Mainz (reinando entre 1089 e 1109) fundou uma abadia beneditina nas encostas acima de Geisenheim, cujo terreno mais tarde se tornou o Schloss Johannisberg. Seu sucessor, Adalberto de Mainz, doou terras acima de Hattenheim em 1135 aos cistercienses, enviados de Clairvaux, em Champagne, que fundaram o Kloster Eberbach.
Muitas variedades de uvas comumente associadas aos vinhos alemães foram documentadas desde o século XIV ou XV. A Riesling foi documentada a partir de 1435 (perto de Rheingau), e a Pinot noir a partir de 1318 no lago de Constança sob o nome de Klebroth, a partir de 1335 em Affenthal em Baden e a partir de 1470 em Rheingau, onde os monges mantinham uma Clebroit-Wyngart em Hattenheim. A variedade mais cultivada na Alemanha medieval era, no entanto, a Elbling, com a Silvaner também sendo comum, e a Moscatel, a Räuschling e a Traminer também sendo registradas.
Durante vários séculos da era medieval, os vinhedos da Alemanha (incluindo a Alsácia) se expandiram, e acredita-se que tenham atingido sua maior extensão por volta de 1500, quando talvez até quatro vezes a superfície atual de vinhedos tenha sido plantada. Basicamente, as regiões vinícolas estavam localizadas nos mesmos lugares de hoje, mas mais terras ao redor dos rios e terras mais acima dos afluentes do Reno foram cultivadas. O declínio subsequente pode ser atribuído ao fato de a cerveja produzida localmente ter se tornado a bebida cotidiana no norte da Alemanha no século XVI, levando a uma perda parcial de mercado para o vinho, à Guerra dos Trinta Anos que devastou a Alemanha no século XVII, à dissolução dos monastérios, onde se concentrava grande parte do conhecimento sobre vinificação, nas áreas que aceitaram a reforma protestante, e às mudanças climáticas da Pequena Era do Gelo, que tornaram a viticultura difícil ou impossível em áreas marginais.
Em um determinado momento, a Igreja controlava a maioria dos principais vinhedos da Alemanha. A qualidade, em vez da quantidade, tornou-se importante e se espalhou rapidamente pelo rio Reno. No século XIX, Napoleão tomou da Igreja o controle de todos os vinhedos, inclusive os melhores, e os dividiu e secularizou. Desde então, as leis de herança napoleônicas na Alemanha dividiram ainda mais as parcelas dos vinhedos, levando ao estabelecimento de muitas cooperativas. No entanto, muitas vinícolas notáveis e mundialmente famosas na Alemanha conseguiram adquirir ou possuir terras suficientes para produzir vinho não apenas para consumo interno, mas também para exportação.
Um evento importante ocorreu em 1775 no Schloss Johannisberg, em Rheingau, quando o mensageiro que entregava a permissão de colheita atrasou duas semanas, o que fez com que a maioria das uvas do vinhedo de Johannisberg, exclusivo para Riesling, fosse afetada pela podridão nobre antes do início da colheita. Inesperadamente, essas "uvas podres" deram origem a um vinho doce muito bom, que foi chamado de Spätlese, que significa colheita tardia. Desde essa época, os vinhos de colheita tardia de uvas afetadas pela podridão nobre são produzidos intencionalmente. A diferenciação subsequente dos vinhos com base na maturação da colheita, começando com o Auslese em 1787, lançou as bases para o sistema Prädikat. Essas leis, introduzidas em 1971, definem as designações usadas até hoje.

## Geografia e clima
As regiões vinícolas alemãs são algumas das mais setentrionais do mundo. O principal clima para a produção de vinho fica abaixo do paralelo 50, que atravessa as regiões de Rheingau e Mosel. Acima dessa linha, o clima se torna menos propício à produção de vinho, mas ainda há alguns vinhedos acima dessa linha e os efeitos da mudança climática na produção de vinho estão crescendo.
Devido ao clima do norte, houve uma busca por variedades de uvas adequadas (especialmente resistentes à geada e de colheita precoce), e muitos cruzamentos foram desenvolvidos, como o Müller-Thurgau no Instituto de Melhoramento de Uvas de Geisenheim. Há um aumento crescente nas plantações de Riesling, pois a demanda local e internacional tem exigido vinhos de alta qualidade.
Os vinhos são todos produzidos em torno de rios, principalmente o Reno e seus afluentes, muitas vezes protegidos por montanhas. Os rios têm efeitos microclimáticos significativos para moderar a temperatura. O solo é ardósia nos vales íngremes, para absorver o calor do sol e retê-lo durante a noite. Nas colinas onduladas, o solo é dominado por cal e argila. Os grandes locais costumam ser extremamente íngremes para captar a maior parte da luz solar, mas são difíceis de colher mecanicamente. As encostas também são posicionadas de frente para o sul ou sudoeste para se inclinarem em direção ao sol.
Os vinhedos são extremamente pequenos em comparação com os vinhedos do Novo Mundo e a produção de vinho é dominada por vinhos artesanais e não industriais. Isso faz com que as listas de vinhos produzidos sejam longas e complexas, e muitos vinhos são difíceis de obter, pois a produção é muito limitada.

## Regiões

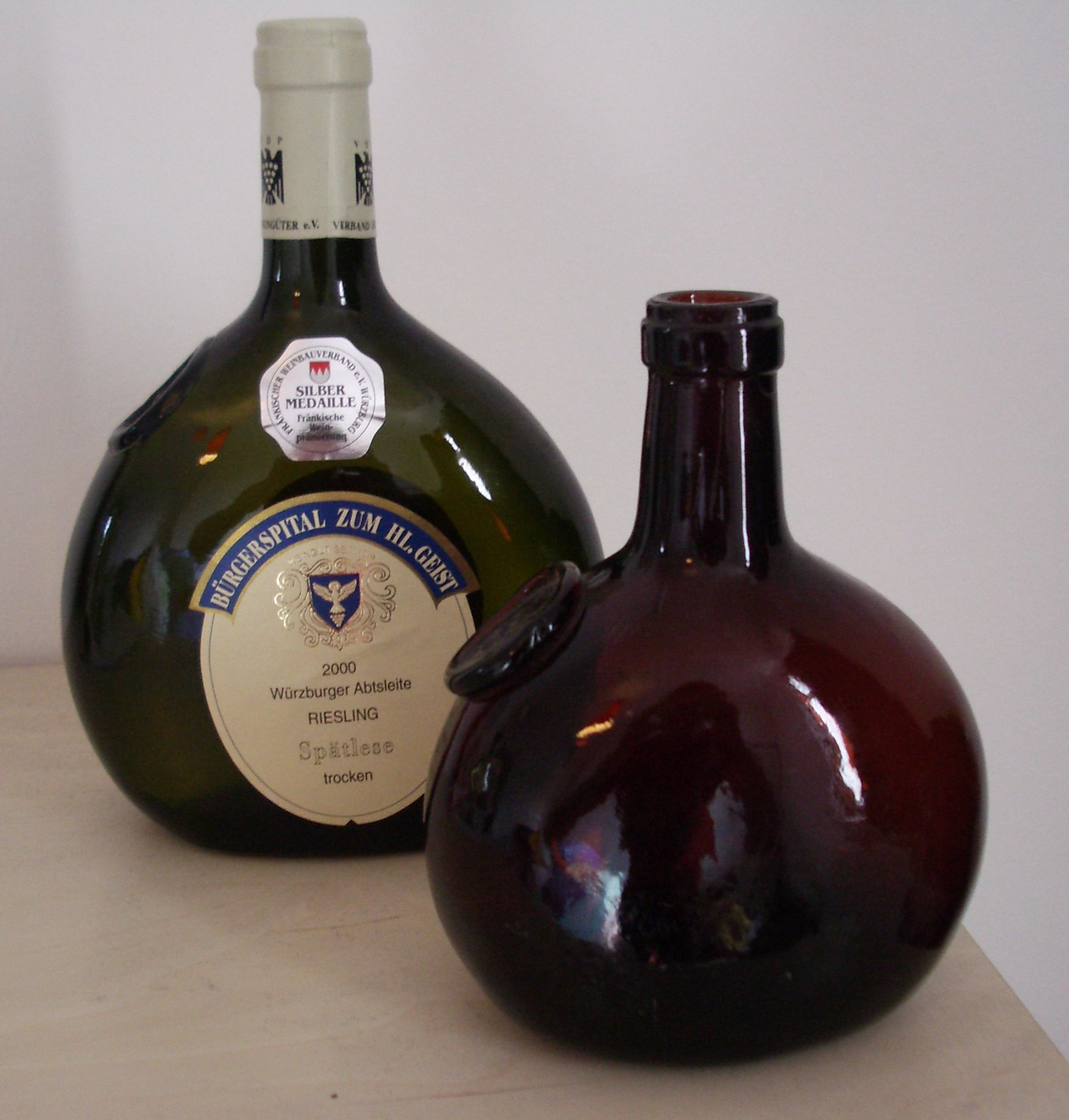
Vinho alemão de Franken nas garrafas redondas características (Bocksbeutel)

As regiões vinícolas da Alemanha normalmente mencionadas são as 13 regiões definidas para vinhos de qualidade. O setor vinícola alemão se organizou em torno dessas regiões e de sua divisão em distritos. No entanto, há também várias regiões para as categorias de vinho de mesa (Tafelwein) e vinho fino (Landwein). Essas regiões, com algumas exceções, se sobrepõem às regiões de vinhos de qualidade. Para fazer uma distinção clara entre os níveis de qualidade, as regiões e sub-regiões para diferentes níveis de qualidade têm nomes diferentes de propósito, mesmo quando é permitido que sejam produzidas na mesma área geográfica.

### Regiões vinícolas alemãs
Existem 13 regiões definidas (Anbaugebiete) na Alemanha:
1. Ahr - uma pequena região ao longo do rio Ahr, um afluente do Reno, que, apesar de sua localização ao norte, produz principalmente vinho tinto de Spätburgunder.
2. Baden - a região vinícola mais ao sul, mais quente e mais ensolarada da Alemanha, no canto sudoeste da Alemanha, do outro lado do rio Reno, em relação à Alsácia, e a única região vinícola alemã situada na zona B de cultivo de vinhos da União Europeia, em vez de na zona A, o que resulta em maior maturidade mínima exigida para as uvas e menos chaptalização permitida.[10] A maior parte da terra é cultivada com a família Pinot. Isso inclui Pinot noir (Spätburgunder), Pinot gris (Grauburgunder) e Pinot blanc (Weissburgunder).[11]
3. A região de Kaiserstuhl, na região vinícola de Baden, é o local mais quente da Alemanha. Uma das duas regiões vinícolas do estado de Baden-Württemberg.
4. Franconia ou Franken - em torno de partes do rio Main, e a única região vinícola situada na Baviera. Conhecida pelo cultivo de muitas variedades em solo calcário e pela produção de poderosos vinhos Silvaner secos. Na Alemanha, somente a Francônia e algumas pequenas partes da região de Baden têm permissão para usar o formato achatado característico da garrafa Bocksbeutel.
5. Hessische Bergstraße (Estrada da Montanha de Hesse) - uma pequena região no estado de Hesse dominada pelo Riesling.
6. Mittelrhein - ao longo das porções médias do rio Reno, principalmente entre as regiões de Rheingau e Mosel, e dominada pela Riesling.
7. Mosel - ao longo do rio Mosel seus afluentes, os rios Saar e Ruwer, e era anteriormente conhecida como Mosel-Saar-Ruwer. A região de Mosel é dominada por uvas Riesling e solos de ardósia, e os melhores vinhos são cultivados em vinhedos íngremes de aparência dramática com vista direta para os rios. Essa região produz vinhos de corpo leve devido aos baixos níveis de álcool, crocantes, de alta acidez e com caráter mineral pronunciado. É a única região a manter o vinho Riesling com doçura residual perceptível como o estilo "padrão", embora também sejam produzidos vinhos secos.
8. Nahe - ao redor do rio Nahe, onde as origens vulcânicas proporcionam solos muito variados. Variedades mistas de uvas, mas os produtores mais conhecidos cultivam principalmente Riesling, e alguns deles alcançaram reputação mundial nos últimos anos.
9. Palatinado ou Pfalz - a segunda maior região produtora da Alemanha, com produção de estilos muito variados de vinho (especialmente na metade sul), onde o vinho tinto tem aumentado. A metade norte da região abriga muitos produtores conhecidos de Riesling com uma longa história, especializados em vinhos Riesling potentes em um estilo seco. Até 1995, era conhecida em alemão como Rheinpfalz.[12]
10. Rheingau - uma pequena região em uma curva do Reno que oferece excelentes condições para o cultivo de vinho. As mais antigas referências documentadas ao Riesling vêm da região de Rheingau[13] e é a região onde muitas práticas de vinificação alemãs se originaram, como o uso de designações Prädikat. Dominado pela Riesling com um pouco de Spätburgunder. O estilo Rheingau Riesling está entre o Mosel e o Palatinado e outras regiões do sul e, em sua melhor forma, combina os melhores aspectos de ambos.
11. Rheinhessen ou Rhenish Hesse - a maior área de produção da Alemanha. Antigamente era conhecida como terra do Liebfraumilch, mas uma revolução de qualidade ocorreu desde a década de 1990. Estilos mistos de vinho e vinhos tintos e brancos. Os melhores vinhos Riesling são semelhantes ao Riesling do Palatinado - secos e potentes. Apesar do nome, fica no estado da Renânia-Palatinado, e não em Hesse.
12. Saale-Unstrut - uma das duas regiões da antiga Alemanha Oriental ao longo dos rios Saale e Unstrut, e a região vinícola mais ao norte da Alemanha.
13. Saxônia ou Sachsen - uma das duas regiões da antiga Alemanha Oriental, no canto sudeste do país, ao longo do rio Elbe, no estado da Saxônia.
14. Württemberg - uma região tradicional de vinhos tintos, onde as variedades de uva Trollinger (a variedade característica da região), Schwarzriesling e Lemberger superam as variedades que dominam em outros lugares. Uma das duas regiões vinícolas do estado de Baden-Württemberg.

Essas 13 regiões (Anbaugebiete) são divididas em 39 distritos (Bereiche), que também são divididos em locais de vinhedos coletivos (Großlagen), dos quais existem 167. Os locais de vinhedos individuais (Einzellagen) somam 2.658.

### Classificado por tamanho
Dados de 2016.
| Região               | Área de vinhedo (ha) | % Branco | % Tinto | Distritos | Vinhedos coletivos | Vinhedos individuais | Variedades mais cultivadas |
| -------------------- | -------------------- | -------- | ------- | --------- | ------------------ | -------------------- | --- |
| Rheinhessen          | 26.628               | 71       | 29      | 3         | 24                 | 442                  | Riesling (17,0%), Müller-Thurgau (16,4%), Dornfelder (12,7%), Silvaner (8,6%), Pinot gris (6,3%), Pinot Noir (5,5%), Pinot blanc (4,7%), Portugieser (4,5%), Kerner (3,1%), |
| Palatinate           | 23.590               | 64       | 36      | 2         | 25                 | 330                  | Riesling (24,8%), Dornfelder (12,7%), Müller-Thurgau (8,6%), Pinot noir (7,1%), Pinot gris (6,5%), Portugieser (6,3%), Pinot blanc (5,2%), Kerner (3,6%)                    |
| Baden                | 15.812               | 59       | 41      | 9         | 15                 | 315                  | Pinot noir (34,5%), Müller-Thurgau (15,5%), Pinot gris (12,9%), Pinot blanc (9,4%), Gutedel (7,0%), Riesling (6,8)%                                                         |
| Württemberg          | 11.306               | 31       | 69      | 6         | 20                 | 207                  | Trollinger (19,4%), Riesling (18,7%), Lemberger (15,2%), Pinot Meunier (12,8%), Pinot noir (11,6%)                                                                          |
| Mosel                | 8.796                | 91       | 9       | 6         | 20                 | 507                  | Riesling (61,3%), Müller-Thurgau (11,6%), Elbling (5,6%) |
| Franconia            | 6.107                | 81       | 19      | 3         | 22                 | 211                  | Müller-Thurgau (26,4%), Silvaner (24,1%), Bacchus (12,1%) |
| Nahe                 | 4.205                | 76       | 24      | 1         | 7                  | 312                  | Riesling (28,6%), Müller-Thurgau (12,8%), Dornfelder (10,2%); Pinot gis (7,2%), Pinot blanc (6,7%), Pinot noir (6,6%), Silvaner (5,4%)                                      |
| Rheingau             | 3.125                | 85       | 15      | 1         | 11                 | 120                  | Riesling (78,3%), Pinot noir (12,3%) |
| Saale-Unstrut        | 765                  | 75       | 25      | 2         | 4                  | 20                   | Müller-Thurgau (15,0%), Pinot blanc (14,1%), Riesling (9,07%), Dornfelder (6,9%), Silvaner (6,7%)                                                                           |
| Ahr                  | 563                  | 17       | 83      | 1         | 1                  | 43                   | Pinot noir (64,7%), Riesling (8,2%), Pinot Noir Précoce (6,2%) |
| Saxony               | 499                  | 82       | 18      | 2         | 4                  | 16                   | Müller-Thurgau (14,6%), Riesling (14,2%), Pinot blanc (11,8%), Pinot gris (9,4%)                                                                                            |
| Mittelrhein          | 467                  | 85       | 15      | 2         | 11                 | 111                  | Riesling (66,2%), Pinot noir (9,4%), Müller-Thurgau (5,1%) |
| Hessische Bergstraße | 461                  | 79       | 21      | 2         | 3                  | 24                   | Riesling (43,8%), Pinot gris (10,8%), Pinot noir (10,2%) |

### Regiões de Tafelwein e Landwein
Existem 7 regiões para Tafelwein (Weinbaugebiete für Tafelwein), três das quais são divididas em 2 ou 3 sub-regiões (Untergebiete) cada, e 21 regiões para Landwein (Landweingebiete). Essas regiões têm a seguinte relação entre si e com as regiões de vinhos de qualidade:
| Região de Tafelwein | Sub-região de Tafelwein | Região de Landwein            | Região vinícola de qualidade correspondente                                  | Número no mapa |
| ------------------- | ----------------------- | ----------------------------- | ---------------------------------------------------------------------------- | -------------- |
| Rhein-Mosel         | Rhein                   | Ahrtaler Landwein             | Ahr                                                                          | 1              |
| Rhein-Mosel         | Rhein                   | Rheinburgen-Landwein          | Mittelrhein                                                                  | 5              |
| Rhein-Mosel         | Rhein                   | Rheingauer Landwein           | Rheingau                                                                     | 9              |
| Rhein-Mosel         | Rhein                   | Nahegauer Landwein            | Nahe                                                                         | 7              |
| Rhein-Mosel         | Rhein                   | Rheinischer Landwein          | Rheinhessen                                                                  | 10             |
| Rhein-Mosel         | Rhein                   | Pfälzer Landwein              | Palatinate                                                                   | 8              |
| Rhein-Mosel         | Rhein                   | Starkenburger Landwein        | Hessische Bergstraße                                                         | 4              |
| Rhein-Mosel         | Moseltal                | Landwein der Mosel            | Mosel                                                                        | 6              |
| Rhein-Mosel         | Moseltal                | Landwein der Saar             | Mosel                                                                        | 6              |
| Rhein-Mosel         | Moseltal                | Saarländischer Landwein       | Mosel                                                                        | 6              |
| Rhein-Mosel         | Moseltal                | Landwein der Ruwer            | Mosel                                                                        | 6              |
| Bayern              | Main                    | Landwein Main                 | Franconia                                                                    | 3              |
| Bayern              | Donau                   | Regensburger Landwein         | Franconia                                                                    | 3              |
| Bayern              | Lindau                  | Bayerischer Bodensee-Landwein | Württemberg                                                                  | 13             |
| Neckar              | –                       | Schwäbischer Landwein         | Württemberg                                                                  | 13             |
| Oberrhein           | Römertor                | Badischer Landwein            | Baden                                                                        | 2              |
| Oberrhein           | Burgengau               | Taubertäler Landwein          | Baden                                                                        | 2              |
| Albrechtsburg       | –                       | Sächsischer Landwein          | Saxony                                                                       | 12             |
| Saale-Unstrut       |                         | Mitteldeutscher Landwein      | Saale-Unstrut                                                                | 11             |
| Niederlausitz       | –                       | Brandenburger Landwein        | No estado de Brandemburg, fora das regiões vinícolas de qualidade            |                |
| Stargarder Land     | –                       | Mecklenburger Landwein        | No estado de Mecklenburg-Vorpommern, fora das regiões vinícolas de qualidade |                |

## Variedades de uva
No total, cerca de 135 variedades de uvas podem ser cultivadas na Alemanha - 100 são liberadas para a produção de vinho branco e 35 para a produção de vinho tinto. De acordo com a imagem internacional, a Alemanha ainda é considerada uma região para a produção de vinho branco. Desde a década de 1980, a demanda por vinho tinto alemão tem aumentado constantemente, o que resultou em uma duplicação dos vinhedos usados para vinho tinto. Atualmente, mais de 35% dos vinhedos são cultivados com uvas tintas. Algumas das uvas tintas também são usadas para produzir rosé.
De todas as variedades de uvas listadas abaixo, apenas 20 têm uma participação significativa no mercado.
| Variedades de uvas comuns na Alemanha (situação de 2015, todas as variedades > 250 ha) | Variedades de uvas comuns na Alemanha (situação de 2015, todas as variedades > 250 ha) | Variedades de uvas comuns na Alemanha (situação de 2015, todas as variedades > 250 ha) | Variedades de uvas comuns na Alemanha (situação de 2015, todas as variedades > 250 ha) | Variedades de uvas comuns na Alemanha (situação de 2015, todas as variedades > 250 ha) | Variedades de uvas comuns na Alemanha (situação de 2015, todas as variedades > 250 ha) | Variedades de uvas comuns na Alemanha (situação de 2015, todas as variedades > 250 ha) |
| Variedade                                                                              | Cor                                                                                    | Sinônimo(s)                                                                            | Área (%)                                                                               | Área (hectares)                                                                        | Tendência                                                                              | Principais regiões (com grandes plantações ou alta proporção)                          |
| -------------------------------------------------------------------------------------- | -------------------------------------------------------------------------------------- | -------------------------------------------------------------------------------------- | -------------------------------------------------------------------------------------- | -------------------------------------------------------------------------------------- | -------------------------------------------------------------------------------------- | -------------------------------------------------------------------------------------- |
| 1. Riesling                                                                            | branco                                                                                 |                                                                                        | 23,0                                                                                   | 23 596                                                                                 | crescente                                                                              | Mosel, Palatinate, Rheingau, Rheinhessen, Nahe, Mittelrhein, Hessische Bergstraße      |
| 2. Müller-Thurgau                                                                      | branco                                                                                 | Rivaner                                                                                | 12,4                                                                                   | 12 736                                                                                 | decrescente                                                                            | Rheinhessen, Baden, Franconia, Mosel, Saale-Unstrut, Sachsen                           |
| 3. Spätburgunder                                                                       | tinto                                                                                  | Pinot noir                                                                             | 11,5                                                                                   | 11 784                                                                                 | constante                                                                              | Baden, Palatinate, Rheinhessen, Württemberg, Rheingau, Ahr                             |
| 4. Dornfelder                                                                          | tinto                                                                                  |                                                                                        | 7,7                                                                                    | 7 868                                                                                  | decrescente                                                                            | Rheinhessen, Palatinate, Nahe                                                          |
| 5. Grauburgunder                                                                       | branco                                                                                 | Pinot gris, Grauer Burgunder Ruländer                                                  | 5,8                                                                                    | 5 947                                                                                  | crescente                                                                              | Rheinhessen, Palatinate, Mosel                                                         |
| 6. Silvaner                                                                            | branco                                                                                 | Grüner Silvaner                                                                        | 4,9                                                                                    | 4 977                                                                                  | decrescente                                                                            | Rheinhessen, Franconia, Saale-Unstrut, Ahr                                             |
| 7. Weißburgunder                                                                       | branco                                                                                 | Pinot blanc, Weißer Burgunder, Klevner                                                 | 3,6                                                                                    | 4 973                                                                                  | crescente                                                                              | Baden, Saale-Unstrut, Sachsen                                                          |
| 8. Blauer Portugieser                                                                  | tinto                                                                                  |                                                                                        | 3,2                                                                                    | 3 246                                                                                  | decrescente                                                                            | Palatinate, Rheinhessen, Ahr                                                           |
| 9. Kerner                                                                              | branco                                                                                 |                                                                                        | 2,7                                                                                    | 2 792                                                                                  | decrescente                                                                            | Rheinhessen, Palatinate, Mosel, Württemberg                                            |
| 10. Trollinger                                                                         | tinto                                                                                  |                                                                                        | 2,2                                                                                    | 2 280                                                                                  | constante                                                                              | Württemberg                                                                            |
| 11. Schwarzriesling                                                                    | tinto                                                                                  | Müllerrebe, Pinot meunier                                                              | 2,0                                                                                    | 2 058                                                                                  | decrescente                                                                            | Württemberg                                                                            |
| 12. Regent                                                                             | tinto                                                                                  |                                                                                        | 1,9                                                                                    | 1 917                                                                                  | constante                                                                              |                                                                                        |
| 13. Lemberger                                                                          | tinto                                                                                  | Blaufränkisch                                                                          | 1,8                                                                                    | 1 846                                                                                  | crescente                                                                              | Württemberg                                                                            |
| 14. Chardonnay                                                                         | branco                                                                                 |                                                                                        | 1,7                                                                                    | 1 764                                                                                  | crescente                                                                              |                                                                                        |
| 15. Bacchus                                                                            | branco                                                                                 |                                                                                        | 1,7                                                                                    | 1 732                                                                                  | decrescente                                                                            | Franconia                                                                              |
| 16. Scheurebe                                                                          | branco                                                                                 |                                                                                        | 1,4                                                                                    | 1 414                                                                                  | decrescente                                                                            | Rheinhessen                                                                            |
| 17. Gutedel                                                                            | branco                                                                                 | Chasselas                                                                              | 1,1                                                                                    | 1 136                                                                                  | constante                                                                              | Baden                                                                                  |
| 18. Traminer                                                                           | branco                                                                                 | Gewürztraminer                                                                         | 0,8                                                                                    | 918                                                                                    | constante                                                                              |                                                                                        |
| 19. Sauvignon blanc                                                                    | branco                                                                                 |                                                                                        | 0,9                                                                                    | 894                                                                                    | crescente                                                                              |                                                                                        |
| 20. St. Laurent                                                                        | tinto                                                                                  |                                                                                        | 0,6                                                                                    | 643                                                                                    | constante                                                                              |                                                                                        |
| 21. Merlot                                                                             | tinto                                                                                  |                                                                                        | 0,6                                                                                    | 619                                                                                    | crescente                                                                              |                                                                                        |
| 22. Elbling                                                                            | branco                                                                                 |                                                                                        | 0,5                                                                                    | 521                                                                                    | constante                                                                              | Mosel                                                                                  |
| 23. Ortega                                                                             | branco                                                                                 |                                                                                        | 0,5                                                                                    | 495                                                                                    | decrescente                                                                            |                                                                                        |
| 24. Morio-Muskat                                                                       | branco                                                                                 |                                                                                        | 0,5                                                                                    | 502                                                                                    | decrescente                                                                            |                                                                                        |
| 25. Acolon                                                                             | tinto                                                                                  |                                                                                        | 0,5                                                                                    | 476                                                                                    | crescente                                                                              |                                                                                        |
| 26. Elbling                                                                            | branco                                                                                 |                                                                                        | 0,5                                                                                    | 521                                                                                    | decrescente                                                                            |                                                                                        |
| 27. Faberrebe                                                                          | branco                                                                                 |                                                                                        | 0,6                                                                                    | 587                                                                                    | decrescente                                                                            |                                                                                        |
| 28. Domina                                                                             | tinto                                                                                  |                                                                                        | 0,4                                                                                    | 404                                                                                    | crescente                                                                              |                                                                                        |
| 29. Dunkelfelder                                                                       | tinto                                                                                  |                                                                                        | 0,4                                                                                    | 352                                                                                    | decrescente                                                                            |                                                                                        |
| 30. Cabernet Mitos                                                                     | tinto                                                                                  |                                                                                        | 0,3                                                                                    | 320                                                                                    | constante                                                                              |                                                                                        |
| 31. Cabernet Sauvignon                                                                 | tinto                                                                                  |                                                                                        | 0,3                                                                                    | 288                                                                                    | crescente                                                                              |                                                                                        |
| Todas as variedades brancas                                                            |                                                                                        |                                                                                        | 63,6                                                                                   | 65.114                                                                                 | crescente                                                                              |                                                                                        |
| Todas as variedades tintas                                                             |                                                                                        |                                                                                        | 36,4                                                                                   | 37.227                                                                                 | decrescente                                                                            |                                                                                        |
| Total                                                                                  |                                                                                        |                                                                                        | 100,0                                                                                  | 102.341                                                                                | constante                                                                              |                                                                                        |

### Tendências das variedades de uva ao longo do tempo

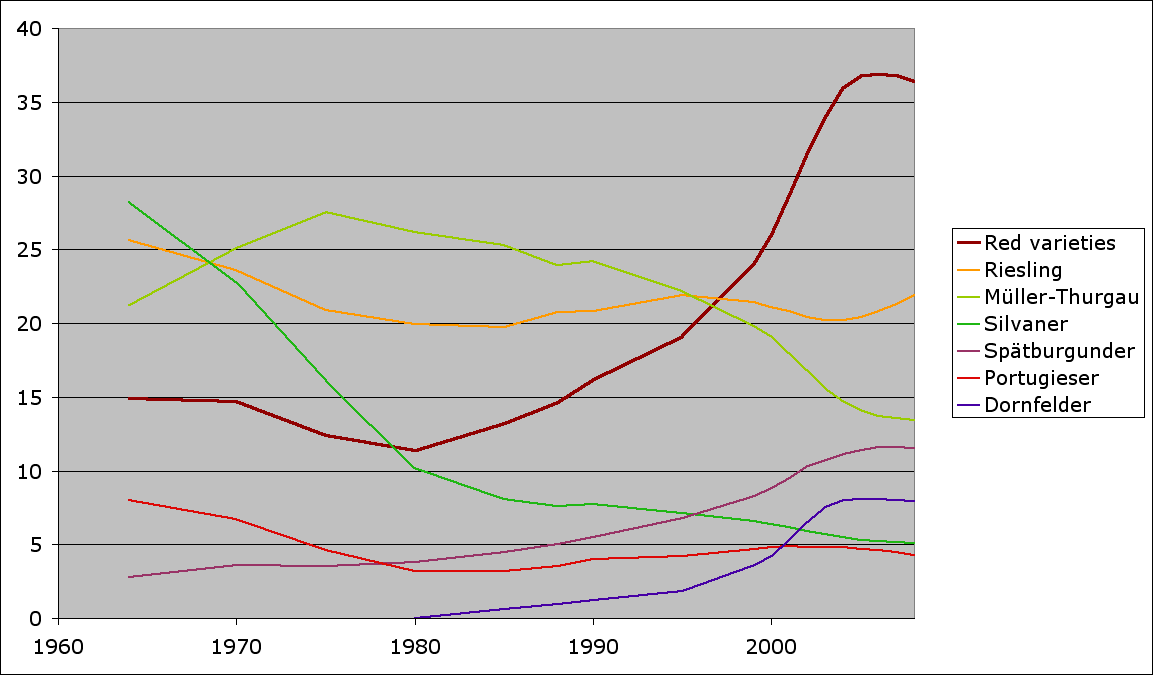
Porcentagem de variedades de uvas comuns na Alemanha, 1964-2007. Dados extraídos do German Wine Statistics.

Durante o último século, ocorreram várias mudanças com relação às variedades mais plantadas. Até o início do século XX, a Elbling era a variedade mais plantada na Alemanha, depois foi eclipsada pela Silvaner em meados do século XX. Depois de algumas décadas no topo, no final da década de 1960, a Silvaner foi ultrapassada pela Müller-Thurgau, de alto rendimento, que, por sua vez, começou a perder terreno na década de 1980. A partir de meados da década de 1990, a Riesling passou a ser a variedade mais plantada, uma posição que provavelmente nunca havia desfrutado antes em nível nacional. As uvas tintas na Alemanha passaram por vários altos e baixos. Durante as décadas de 1960 e 1970, houve uma tendência de queda, que foi revertida por volta de 1980. A partir de meados da década de 1990 e durante a década seguinte, houve um crescimento quase explosivo da plantação de variedades tintas. As plantações foram compartilhadas entre a tradicional Spätburgunder e vários novos cruzamentos, liderados pela Dornfelder, enquanto outras variedades vermelhas tradicionais alemãs, como a Portugieser, apenas se mantiveram. A partir de 2005, a proporção de variedades tintas se estabilizou em torno de 37%, cerca de três vezes o nível de 1980.

### Uvas comuns para vinho branco
As variedades de uvas brancas representam 66% da área plantada na Alemanha. As principais variedades estão listadas abaixo; também há um número maior de variedades menos importantes.
- A Riesling é a uva de referência na Alemanha e ocupa a maior área dos vinhedos alemães. É uma variedade aromática com alto nível de acidez que pode ser usada para vinhos secos, semidoces, doces e espumantes. A desvantagem da Riesling é que ela leva 130 dias para amadurecer e, em anos marginais, a safra de Riesling tende a ser ruim.
- A Müller-Thurgau é uma uva alternativa à Riesling que os produtores têm usado, e é um dos chamados novos cruzamentos. Ao contrário do longo tempo de amadurecimento da Riesling, essa variedade de uva requer apenas 100 dias para amadurecer, pode ser plantada em mais locais e tem maior rendimento. No entanto, essa uva tem um sabor mais neutro do que a Riesling e, como principal ingrediente do Liebfraumilch, sua reputação foi prejudicada juntamente com essa variedade de vinho. A variedade mais plantada na Alemanha da década de 1970 até meados da década de 1990, ela vem perdendo terreno há vários anos. O Müller-Thurgau seco é geralmente rotulado como Rivaner.
- Grauer Burgunder ou Ruländer (Pinot gris).
- Weisser Burgunder (Pinot blanc).
- A Silvaner é outra variedade de uva sutil, razoavelmente neutra, mas bastante antiga, que foi a mais plantada na Alemanha até a década de 1960 e, depois disso, continuou a perder terreno. No entanto, permaneceu popular na Francônia e em Rheinhessen, onde é cultivada em solos calcários para produzir vinhos secos potentes com um caráter levemente terroso e rústico, mas também favorável à comida.[21]
- Kerner.
- Chardonnay.
- Baco.
- Scheurebe.
- Sauvignon blanc.

### Uvas comuns para vinho tinto
As variedades de vinho tinto correspondem a 34% das plantações na Alemanha, mas têm aumentado nos últimos anos.
- Spätburgunder (Pinot noir) - uma variedade de uva muito apreciada que exige bons locais para produzir bons vinhos e, portanto, compete com a Riesling. É considerado o vinho tinto mais elegante da Alemanha.
- Dornfelder - um "novo cruzamento" que se tornou muito apreciado na Alemanha, pois é fácil de cultivar e produz vinhos de cor escura, encorpados, frutados e tânicos de um estilo que costumava ser difícil de produzir na Alemanha.
- Portugieser.
- Trollinger.
- Lemberger (Blaufränkisch).
- Schwarzriesling (Pinot Meunier).
- Regent.
- Merlot.
- São Lourenço.

### Variedades permitidas
De acordo com a lei alemã do vinho, os governos estaduais são responsáveis pela elaboração de listas de variedades de uvas permitidas na produção de vinho. As variedades listadas abaixo são oficialmente permitidas para cultivo comercial. As listas incluem variedades permitidas apenas para cultivo experimental selecionado.
| \| \| Uvas brancas permitidas \| | \| \| Uvas brancas permitidas \| | \| \| Uvas brancas permitidas \| | \| \| Uvas brancas permitidas \|                                                                                                  |
| --- | --- | --- | --- |
| - Albalonga - Arnsburger - Auxerrois blanc - Bacchus - Blauer Silvaner - Bronner - Chardonnay - Ehrenbreitsteiner - Ehrenfelser - Elbling - Faberrebe - Findling - Fontanara - Freisamer - Früher Malingre - Gelber Muskateller - Gewürztraminer | - Goldriesling - Grauburgunder - Gutedel - Hibernal - Hölder - Huxelrebe - Irsay Oliver - Johanniter - Juwel - Kanzler - Kerner - Kernling - Mariensteiner - Merzling - Morio-Muskat - Müller-Thurgau (Rivaner) - Muskat-Ottonel | - Nobling - Optima - Orion - Ortega - Osteiner - Perle - Perle von Csaba - Phoenix - Prinzipal - Regner - Reichensteiner - Rieslaner - Riesling - Roter Elbling - Roter Gutedel - Roter Muskateller - Sauvignon blanc | - Scheurebe - Schönburger - Septimer - Siegerrebe - Silcher - Silvaner - Sirius - Staufer - Veltliner - Weißer Burgunder - Würzer |
| | Uvas brancas permitidas | | |

| \| \| Uvas vermelhas permitidas \|                                                                               | \| \| Uvas vermelhas permitidas \|                                                           | \| \| Uvas vermelhas permitidas \|                                                                | \| \| Uvas vermelhas permitidas \|                                    |
| --- | -------------------------------------------------------------------------------------------- | ------------------------------------------------------------------------------------------------- | --------------------------------------------------------------------- |
| - Acolon - André - Blauburger - Cabernet Dorsa - Cabernet Mitos - Cabernet Sauvignon - Dakapo - Deckrot - Domina | - Dornfelder - Dunkelfelder - Frühburgunder - Hegel - Helfensteiner - Heroldrebe - Lemberger | - Merlot - Muskat-Trollinger - Palas - Portugieser - Regent - Rondo - Rotberger - Schwarzriesling | - Spätburgunder - St. Laurent - Tauberschwarz - Trollinger - Zweigelt |
| | Uvas vermelhas permitidas                                                                    |                                                                                                   |                                                                       |

## Práticas de viticultura

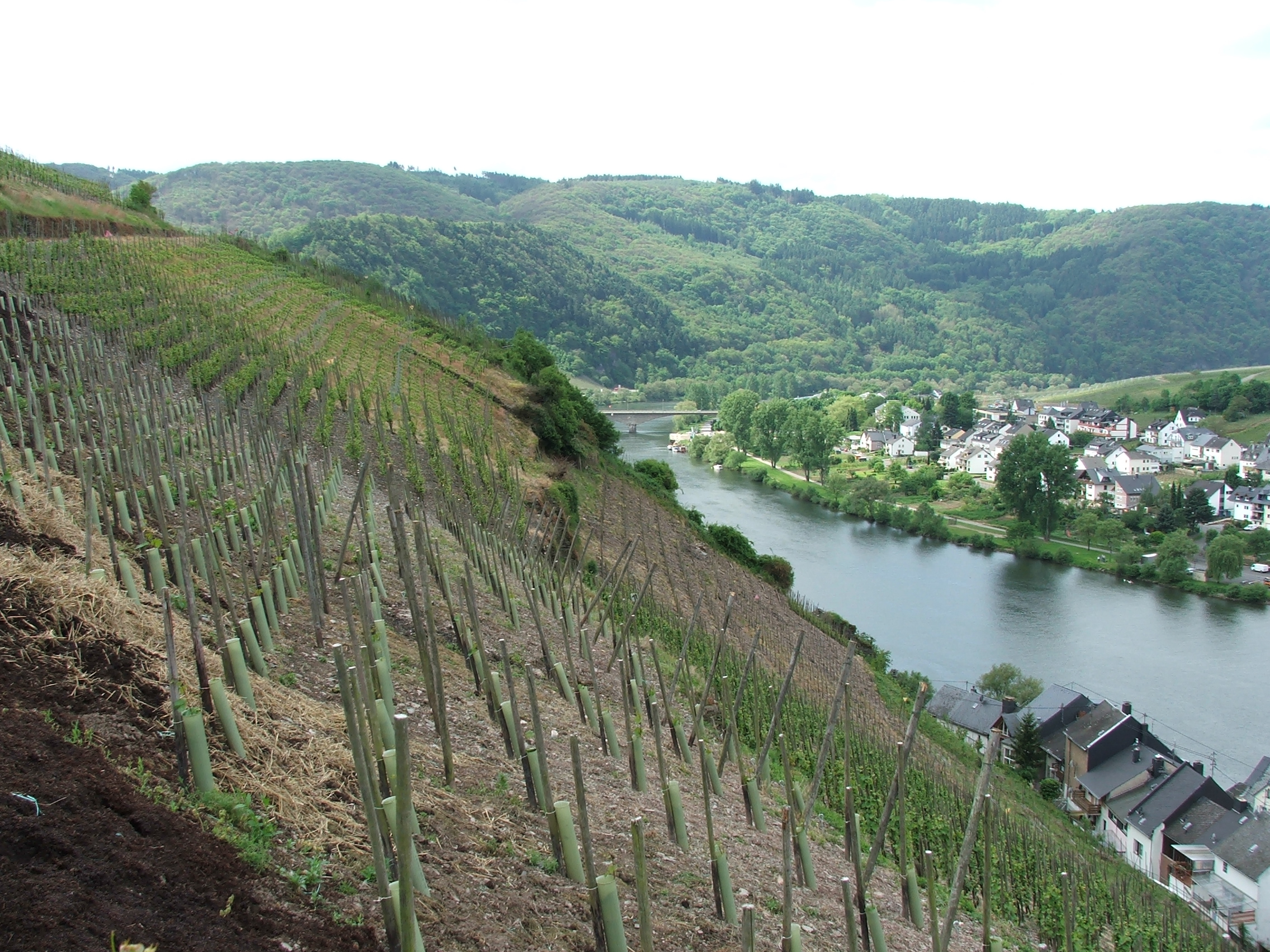
Na região de Mosel, como aqui, perto do vilarejo de Zell, as videiras são frequentemente plantadas em estacas de madeira individuais, Einzelpfahlerziehung

Muitos dos melhores vinhedos da Alemanha são vinhedos íngremes com vista para rios, onde a mecanização é impossível e é necessário muito trabalho manual para produzir o vinho.
Como pode ser difícil obter uvas maduras em um local tão setentrional como a Alemanha, a maturidade do açúcar das uvas (peso do mosto), medida pela escala Oechsle, tem desempenhado um papel importante na Alemanha.
Os vinicultores alemães, em média, cultivam seus vinhedos de forma bastante alta, com rendimentos médios em torno de 64-99 hl/ha, um número alto em comparação internacional. Alguns cruzamentos usados para vinho branco de baixa qualidade rendem até 150-200 hl/ha, enquanto os produtores conscientes da qualidade que se esforçam para produzir vinhos bem equilibrados de sabores concentrados raramente ultrapassam 50 hl/ha.
Muitos vinhos na Alemanha são produzidos usando agricultura orgânica ou métodos biodinâmicos. Com uma taxa média de crescimento anual de 25% e uma área cultivada de mais de 7.000 hectares, a Alemanha ocupa o sexto lugar no mundo. A participação de mercado do vinho orgânico está entre 4% e 5%.

## Práticas de vinificação
A chaptalização é permitida somente até o nível QbA, não para Prädikatswein, e todos os vinhos devem ser fermentados secos se chaptalizados. Para equilibrar o vinho, o suco de uva não fermentado, chamado Süssreserve, pode ser adicionado após a fermentação.

## Classificação
A classificação do vinho alemão às vezes é fonte de confusão. No entanto, para aqueles que estão familiarizados com os termos usados, um rótulo de vinho alemão revela muitas informações sobre a origem do vinho, a maturação mínima das uvas usadas para o vinho, bem como a secura/doçura do vinho.
Em geral, as classificações de maturação dos vinhos alemães refletem o teor mínimo de açúcar na uva (também conhecido como "álcool potencial" = a quantidade de álcool resultante da fermentação de todo o açúcar no suco) no momento da colheita da uva. Eles não têm nada a ver com a doçura do vinho após a fermentação, que é uma das percepções errôneas mais comuns sobre os vinhos alemães.
- O Deutscher Tafelwein (vinho de mesa alemão) é consumido principalmente no país e não é exportado. Geralmente usado para vinhos misturados que não podem ser Qualitätswein.
- Deutscher Landwein (vinho fino alemão) vem de uma designação maior e, novamente, não desempenha um papel importante no mercado de exportação.
- Qualitätswein bestimmter Anbaugebiete (QbA) vinhos de uma denominação definida, com exceção do Liebfraumilch, que pode ser misturado de várias regiões e ainda assim ser classificado como Qualitätswein.

- Prädikatswein, renomeado em 1º de agosto de 2007 de Qualitätswein mit Prädikat (QmP), são vinhos produzidos com uvas de maior maturação. À medida que a maturação aumenta, as características da fruta e o preço aumentam. As categorias do Prädikatswein são Kabinett, Spätlese, Auslese, Beerenauslese, Trockenbeerenauslese e Eiswein. Os vinhos dessas categorias não podem ser chaptalizados. Todas essas categorias da Prädikatswein estão vinculadas exclusivamente a requisitos mínimos de álcool potencial. Embora possam se correlacionar com o tempo de colheita, não há mais restrições de tempo de colheita definidas legalmente.
  - Os vinhos Kabinett são produzidos a partir de uvas que atingiram níveis mínimos definidos de álcool potencial. Esses requisitos mínimos diferem de acordo com a região e a variedade da uva. Essencialmente, o Kabinett é o primeiro nível de seleção de uvas de reserva.
  - Os vinhos Spätlese ("colheita tardia") são produzidos com uvas que atingiram níveis mínimos definidos de álcool potencial. Esses requisitos mínimos diferem de acordo com a região e a variedade da uva. Essencialmente, o Spatlese é o segundo nível de seleção de uvas de reserva.
  - Os vinhos Auslese ("colheita selecionada") são produzidos com uvas que atingiram níveis mínimos definidos de álcool potencial. Esses requisitos mínimos diferem de acordo com a região e a variedade da uva. Essencialmente, o Auslese é o terceiro nível de seleção de uvas de reserva.
  - Os vinhos Beerenauslese ("seleção de bagas") são produzidos a partir de uvas que atingiram níveis mínimos definidos de álcool potencial. A concentração do suco de uva pode ter sido facilitada por um fungo Botrytis, que perfura a casca da uva, forçando a água a escorrer e todos os elementos restantes a se concentrarem. Devido ao alto nível de álcool potencial necessário para essa categoria de maturação, esses vinhos geralmente são transformados em vinhos doces e podem ser bons vinhos de sobremesa.
  - Os vinhos Trockenbeerenauslese ("seleção de bagas secas") são feitos de uvas com um nível de álcool potencial ainda mais alto, geralmente alcançável somente com a ajuda da Botrytis. As uvas usadas para o Trockenbeerenauslese atingiram um estado ainda mais parecido com passas do que as usadas para o Beerenauslese. Devido à alta concentração de açúcar na uva semelhante à uva passa, esses vinhos só podem ser produzidos em um estilo doce e produzem vinhos extremamente doces, concentrados e, em geral, bastante caros.
  - O vinho Eiswein (vinho de gelo) é produzido com uvas que congelam naturalmente na videira e precisa atingir o mesmo nível de álcool potencial do Beerenauslese. As uvas são colhidas e prensadas no estado congelado. O gelo permanece na prensa durante a prensagem e, portanto, um suco concentrado flui da prensa, levando a níveis mais altos de álcool potencial, que, por sua vez, geralmente resultam em vinhos doces devido ao alto potencial de álcool. O sabor difere dos outros vinhos de alto nível, pois a infecção por Botrytis é geralmente menor, ou até mesmo totalmente ausente.

Nos rótulos de vinho, o vinho alemão pode ser classificado de acordo com o açúcar residual do vinho. Trocken refere-se ao vinho seco. Esses vinhos têm menos de 9 gramas/litro de açúcar residual. Os vinhos Halbtrocken não são secos e têm de 9 a 18 gramas/litro de açúcar residual. Devido à alta acidez ("crocância") de muitos vinhos alemães, o perfil de sabor de muitos vinhos Halbtrocken se enquadra no espectro "internacionalmente seco", em vez de ser sensivelmente doce. Os vinhos Feinherb são um pouco mais doces do que os vinhos halbtrocken. Os vinhos Lieblich são visivelmente doces; com exceção da categoria alta Prädikatsweine do tipo Beerenauslese e acima, os vinhos Lieblich da Alemanha são geralmente da categoria baixa Tafelwein. O número de vinhos alemães produzidos em um estilo Lieblich caiu acentuadamente desde que o estilo saiu de moda na década de 1980.
Nos últimos anos, o Verband Deutscher Prädikatsweingüter (VDP), que é um clube de marketing privado fundado em 1910, fez lobby para o reconhecimento de uma classificação de vinhedos, mas seus esforços ainda não mudaram a legislação nacional.
Há também vários termos para identificar o produtor e os produtores do vinho:
- Weingut refere-se a uma propriedade de cultivo e produção de vinho, mais artesanal do que industrial.
- Weinkellerei refere-se a uma instalação de maturação e engarrafamento, um engarrafador ou expedidor.
- Winzergenossenschaft refere-se a uma cooperativa de produção de vinho.
- Gutsabfüllung refere-se a um vinho de produtor/produtor que é engarrafado na propriedade.
- Abfüller refere-se a um engarrafador ou expedidor.

## Estrutura do setor
O cenário do vinho alemão é composto por muitos proprietários de vinhedos pequenos e artesanais. A pesquisa vitivinícola de 1999 contabilizou 68.598 proprietários de vinhedos, abaixo dos 76.683 da Alemanha Ocidental em 1989/90, para um tamanho médio de 1,5 ha. A maioria dos 40.625 operadores com menos de 0,5 ha provavelmente deve ser classificada como vinicultores por hobby. A pesquisa de viticultura de 2016 contou com 15.931 proprietários de vinhedos. As reduções de dois dígitos de proprietários em operação mudam a estrutura. Muitos proprietários de vinhedos menores não buscam a viticultura como uma ocupação em tempo integral, mas como um complemento para outra agricultura ou para a hospitalidade. Não é incomum que um visitante de uma região vinícola alemã descubra que uma pequena Gasthaus de propriedade familiar tem seu próprio vinho. Os pequenos produtores de uvas que não desejam ou não podem comercializar seu próprio vinho têm várias opções disponíveis: vender as uvas (no mercado a cada ano de colheita ou em contrato de longo prazo com vinícolas maiores que buscam complementar sua própria produção), entregar as uvas a uma cooperativa de vinificação (chamada Winzergenossenschaft na Alemanha) ou vender o vinho a granel para empresas de vinificação que o utilizam em "marcas a granel" ou como vinho base para o Sekt. Aqueles que possuem vinhedos em locais realmente bons também têm a opção de alugá-los para produtores maiores operarem.
Um total de 5.864 proprietários de vinhedos possuíam mais de 5 ha cada um em 2016, representando 81% da superfície total de vinhedos da Alemanha, e é nessa categoria que se encontram principalmente os vinicultores em tempo integral e as operações comerciais. No entanto, as vinícolas realmente grandes, em termos de suas próprias propriedades de vinhedos, são raras na Alemanha. Quase nenhuma vinícola alemã atinge o tamanho das empresas vinícolas do Novo Mundo, e apenas algumas têm o mesmo tamanho de um típico château Grand Cru Classé de Bordeaux. Das dez vinícolas consideradas as melhores da Alemanha pelo Gault Millau Weinguide em 2007, nove tinham de 10,2 a 19 ha de vinhedos, e uma (Weingut Robert Weil, de propriedade da Suntory) tinha 70 ha. Isso significa que a maioria das vinícolas alemãs de alto nível produz, cada uma, apenas cerca de 100.000 garrafas de vinho por ano. Essa produção geralmente é distribuída em, digamos, 10 a 25 vinhos diferentes de diferentes vinhedos, de diferentes Prädikat, doçura e assim por diante. O maior proprietário de vinhedos é a Hessian State Wineries (Hessische Staatsweingüter), de propriedade do estado de Hesse, com vinhedos de 200 ha, cuja produção é vinificada em três vinícolas separadas. A maior vinícola privada é a Dr. Bürklin-Wolf, no Palatinado, com 85,5 ha.

### Maiores vinícolas alemãs
Em abril de 2014, os dez maiores produtores de vinho alemães eram:
- Weingut Lergenmüller Hainfeld (Palatinado), 110 ha; e Schloss Reinhartshausen, 80 ha.[28]
- Juliusspital, Würzburg (Franconia), 170 ha.
- Heinz Pfaffmann Winery, Walsheim (Palatinado), 150 ha.
- Hessische Staatsweingüter Eltville (Rheingau), 140 ha.
- Margrave of Baden Salem (Baden), 140 ha.
- Bischöfliche Weingüter Trier (Mosel), 95 ha.
- Staatlicher Hofkeller Würzburg (Francônia), 120 ha.
- Anselmann Winery Edesheim (Palatinado), 115 ha.
- Bürgerspital zum Heiligen Geist Würzburg (Francônia), 110 ha.
- Vinícola Friedrich Kiefer Eichstetten am Kaiserstuhl (Baden), 110 ha.